# WWHL 2004/05
Die Saison 2004/05 war die erste Spielzeit der Western Women’s Hockey League (WWHL), einer der beiden höchsten kanadischen Spielklassen im Fraueneishockey in den westlichen Provinzen Alberta und British Columbia. Die Calgary Oval X-Treme besiegten im Meisterschaftsfinale die Edmonton Chimos mit 3:0 und sicherten sich damit den ersten Meistertitel in der WWHL.

## Teilnehmer
An der ersten Austragung der WWHL nahmen insgesamt fünf Mannschaften aus den Provinzen Alberta, Saskatchewan und British Columbia teil, hinzu kam mit den Minnesota Whitecaps ein Team aus den Vereinigten Staaten. Bei den einzelnen Mannschaften handelte es sich zum Teil um Teams der ehemaligen Western Division der National Women’s Hockey League.
| Team                      | Standort                  | Gründung | Spielstätte            |
| ------------------------- | ------------------------- | -------- | ---------------------- |
| British Columbia Breakers | Langley, British Columbia | 2004     | verschiedene           |
| Calgary Oval X-Treme      | Calgary, Alberta          | 1995     | Olympic Oval           |
| Edmonton Chimos           | Edmonton, Alberta         | 1973     | River Cree Twin Arenas |
| Saskatchewan Prairie Ice  | Lumsden, Saskatchewan     | 2003     | verschiedene           |
| Minnesota Whitecaps       | Minnesota & Saint Paul    | 2004     | verschiedene           |

## Reguläre Saison
Die reguläre Saison begann am 15. Oktober 2004 und endete am 27. Februar 2005.
Aufgrund der räumlichen Distanz der Minnesota Whitecaps zu den anderen Teams absolvierten die Whitecaps nur zwölf Saisonspiele, während alle anderen Mannschaften 21 Partien spielten. Die Partien mit der Beteiligung der Whitecaps wurden daher doppelt gewertet, ansonsten kam die Zwei-Punkt-Regel zur Anwendung. Zusätzlich gab es Bonuspunkte für direkt aufeinander folgende Siege (1 Punkt) und Weekend Series Sweeps (drei Sieg an einem Wochenende – 2 Punkte).

### Tabelle
| Pl. | Mannschaft                | Sp | S  | U | N  | Tore    | Bonus | Punkte |
| --- | ------------------------- | -- | -- | - | -- | ------- | ----- | ------ |
| 1.  | Calgary Oval X-Treme      | 21 | 20 | 1 | 0  | 152:018 | 10    | 51     |
| 2.  | Minnesota Whitecaps       | 12 | 8  | 1 | 3  | 034:023 | 23    | 40     |
| 3.  | Edmonton Chimos           | 21 | 12 | 1 | 8  | 065:053 | 9     | 34     |
| 4.  | British Columbia Breakers | 21 | 5  | 1 | 15 | 049:098 | 3     | 14     |
| 5.  | Saskatchewan Prairie Ice  | 21 | 1  | 0 | 20 | 024:132 | 0     | 3      |

Abkürzungen: Pl. = Platz, Sp = Spiele, S = Siege, U = Unentschieden, N = Niederlagen, Bonus = Bonuspunkte

Erläuterungen: Für das Finalturnier qualifiziert

### Statistik

#### Beste Scorerinnen
Quelle: esportsdesk.com; Abkürzungen: Sp = Spiele, T = Tore, V = Assists, Pkt = Punkte, SM = Strafminuten; Fett: Saisonbestwert
| Spieler             | Mannschaft       | Sp | T  | V  | Pkt | SM |
| ------------------- | ---------------- | -- | -- | -- | --- | -- |
| Hayley Wickenheiser | Calgary          | 18 | 22 | 36 | 58  | 20 |
| Danielle Goyette    | Calgary          | 18 | 22 | 33 | 55  | 12 |
| Dana Antal          | Calgary          | 18 | 16 | 17 | 33  | 6  |
| Samantha Holmes     | Calgary          | 21 | 15 | 16 | 31  | 18 |
| Kaley Hall          | Calgary          | 19 | 15 | 15 | 30  | 40 |
| Correne Bredin      | Calgary          | 21 | 2  | 25 | 27  | 22 |
| Colleen Sostorics   | Calgary          | 16 | 7  | 16 | 23  | 28 |
| Tricia Guest        | Edmonton         | 21 | 12 | 10 | 22  | 46 |
| Kelly Béchard       | Calgary          | 15 | 11 | 9  | 20  | 14 |
| Cammi Granato       | British Columbia | 21 | 8  | 11 | 19  | 30 |
| Krysty Lorenz       | Edmonton         | 20 | 7  | 12 | 19  | 10 |

#### Beste Torhüterinnen
Quelle: esportsdesk.coma; Abkürzungen: Sp = Spiele, Min = Eiszeit (in Minuten), S = Siege, U = Unentschieden, N = Niederlagen, GT = Gegentore, SO = Shutouts, GTS = Gegentorschnitt, SVS = Gehalten Schüsse, Sv% = Fangquote; Fett: Saisonbestwert
| Spieler            | Mannschaft       | Sp | Min  | S  | U | N  | GT | GTS  | SaT | SVS | Sv%  | SO |
| ------------------ | ---------------- | -- | ---- | -- | - | -- | -- | ---- | --- | --- | ---- | -- |
| Brittony Chartier  | Calgary          | 12 | 720  | 10 | 0 | 0  | 7  | 0,58 | 114 | 107 | 93,9 | 4  |
| Amanda Tapp        | Calgary          | 7  | 425  | 6  | 1 | 0  | 5  | 0,71 | 111 | 106 | 95,5 | 1  |
| Shari Vogt         | Minnesota        | 3  | 185  | 1  | 1 | 1  | 4  | 1,30 | 83  | 79  | 95,2 | 1  |
| Megan van Beusekom | Minnesota        | 3  | 180  | 2  | 0 | 1  | 6  | 2,00 | 47  | 41  | 87,2 | 1  |
| Lara Smart         | Edmonton         | 5  | 269  | 3  | 0 | 2  | 11 | 2,45 | 107 | 96  | 89,7 | 2  |
| Ali Houston        | Edmonton         | 9  | 449  | 5  | 1 | 3  | 19 | 2,54 | 206 | 187 | 90,8 | 1  |
| Keely Brown        | Edmonton         | 11 | 542  | 6  | 1 | 3  | 23 | 2,55 | 235 | 212 | 90,2 | 2  |
| Jennifer Price     | British Columbia | 11 | 599  | 4  | 1 | 5  | 36 | 3,61 | 152 | 116 | 76,3 | 0  |
| Robin Petkau       | Saskatchewan     | 20 | 1138 | 1  | 0 | 18 | 89 | 4,69 | 871 | 782 | 89,8 | 0  |

## Finalturnier
Das Finalturnier der WWHL wurde vom 18. bis 20. März 2005 in Calgary ausgetragen. Die Spiele der Meisterrunde (Round Robin) wurden im Olympic Oval ausgetragen, während das Finalspiel um die Meisterschaft in der Max Bell Centre  stattfand.

### Meisterrunde
| 18. März 2005 19:00 Uhr | Calgary Oval X-Treme H. Wickenheiser (2:01) C. Sostorics (5:32) N. Russell (13:21) C. Campbell (14:57) C. Campbell (26:48) D. Goyette (27:35) H. Wickenheiser (31:56) K. Hall (46:02) C. Campbell (53:37) L. Dupuis (55:36) C. Campbell (57:31) | 11:0 (4:0, 3:0, 4:0) Spielbericht | Minnesota Whitecaps | Olympic Oval, Calgary Zuschauer: 250 |

| 19. März 2005 9:30 Uhr | Minnesota Whitecaps L. Slominski (34:10) B. White-Lancette (45:06) | 2:3 (0:0, 1:2, 1:1) Spielbericht | Edmonton Chimos R. LaRocque (26:20) T. Guest (29:37) C. Sawchuk (49:20) | Olympic Oval, Calgary Zuschauer: k. A. |

| 19. März 2005 19:00 Uhr | Calgary Oval X-Treme | 0:0 (0:0, 0:0, 0:0) Spielbericht | Edmonton Chimos | Olympic Oval, Calgary Zuschauer: 400 |

| Pl. | Mannschaft           | Sp | S | U | N | Tore  | Punkte |
| --- | -------------------- | -- | - | - | - | ----- | ------ |
| 1.  | Calgary Oval X-Treme | 2  | 1 | 1 | 0 | 11:0  | 3      |
| 2.  | Edmonton Chimos      | 2  | 1 | 1 | 0 | 03:02 | 3      |
| 3.  | Minnesota Whitecaps  | 2  | 0 | 0 | 2 | 02:14 | 0      |

Abkürzungen: Pl. = Platz, Sp = Spiele, S = Siege, U = Unentschieden, N = Niederlagen, Bonus = Bonuspunkte

Erläuterungen: Für das Finale qualifiziert

### Finale
| 20. März 2005 13:00 Uhr (Ortszeit) | Calgary Oval X-Treme C. Sostorics (23:02) K. Béchard (25:05) M. Gagnon (46:53) | 3:0 (0:0, 2:0, 1:0) Spielbericht | Edmonton Chimos | Max Bell Centre, Calgary Zuschauer: k. A. |

### WWHL-Champions-Cup-Sieger
| WWHL-Champions-Cup-Sieger Calgary Oval X-Treme | Torhüterinnen: Brittony Chartier, Amanda Tapp Verteidigerinnen: Correne Bredin, Melanie Gagnon, Jocelyn Larocque, Navada Russell, Colleen Sostorics Angreiferinnen: Dana Antal, Kelly Béchard, Cassie Campbell, Lori Dupuis, Monica Dupuis, Danielle Goyette, Tia Hanson, Kaley Hall, Samantha Holmes, Denise Soesilo, Hayley Wickenheiser Trainerstab: Tomas Pacina, Tim Bothwell, Chris Chisamore |

### Statistik

#### Beste Scorerinnen
Quelle: esportsdesk.com; Abkürzungen: Sp = Spiele, T = Tore, V = Assists, Pkt = Punkte, SM = Strafminuten; Fett: Saisonbestwert
| Spieler             | Mannschaft | Sp | T | V | Pkt | SM |
| ------------------- | ---------- | -- | - | - | --- | -- |
| Kelly Béchard       | Calgary    | 3  | 1 | 6 | 7   | 0  |
| Cassie Campbell     | Calgary    | 3  | 4 | 2 | 6   | 0  |
| Hayley Wickenheiser | Calgary    | 3  | 2 | 2 | 4   | 0  |
| Lori Dupuis         | Calgary    | 3  | 1 | 3 | 4   | 0  |
| Danielle Goyette    | Calgary    | 3  | 1 | 3 | 4   | 2  |
| Colleen Sostorics   | Calgary    | 3  | 2 | 1 | 3   | 0  |
| Laura Slominski     | Minnesota  | 2  | 1 | 1 | 2   | 0  |
| Kaley Hall          | Calgary    | 3  | 1 | 1 | 2   | 10 |
| Navada Russell      | Calgary    | 3  | 1 | 1 | 2   | 2  |
| Jennifer Jeffrey    | Edmonton   | 3  | 0 | 2 | 2   | 0  |

#### Beste Torhüterinnen
Quelle: esportsdesk.com; Abkürzungen: Sp = Spiele, Min = Eiszeit (in Minuten), S = Siege, U = Unentschieden, N = Niederlagen, GT = Gegentore, SO = Shutouts, GTS = Gegentorschnitt, SVS = Gehalten Schüsse, Sv% = Fangquote; Fett: Saisonbestwert
| Spieler           | Mannschaft | Sp | Min | S | U | N | GT | GTS  | SaT | SVS | Sv%  | SO |
| ----------------- | ---------- | -- | --- | - | - | - | -- | ---- | --- | --- | ---- | -- |
| Brittony Chartier | Calgary    | 2  | 120 | 2 | 0 | 0 | 0  | 0,00 | 22  | 22  | 100  | 1  |
| Amanda Tapp       | Calgary    | 1  | 60  | 0 | 1 | 0 | 0  | 0,00 | 15  | 15  | 100  | 1  |
| Keely Brown       | Edmonton   | 2  | 120 | 0 | 1 | 1 | 3  | 1,50 | 79  | 76  | 96,2 | 0  |
| Ali Houston       | Edmonton   | 1  | 60  | 1 | 0 | 0 | 2  | 2,00 | 21  | 19  | 90,5 | 0  |
| Shari Vogt        | Minnesota  | 1  | 60  | 0 | 0 | 1 | 3  | 3,00 | 16  | 13  | 81,3 | 0  |

### Auszeichnungen
- Most Valuable Player: Keely Brown, Edmonton

All-Star-Team
| Angriff:      | Raelyn LaRocque – Hayley Wickenheiser – Kaley Hall |
| Verteidigung: | Jennifer Jeffery – Colleen Sostorics               |
| Tor:          | Keely Brown                                        |